# Рингерике
Рингерике (норв. Ringerike) — коммуна в губернии Бускеруд в Норвегии. Административный центр коммуны — город Хёнефосс. Официальный язык коммуны — букмол. Население коммуны на 2007 год составляло 28 523 чел. Площадь коммуны Рингерике — 1552,11 км², код-идентификатор — 0605.

## География
Крупнейшим озером полностью располагающимся в пределах территории коммуны является Спериллен.

## История населения коммуны
Население коммуны за последние 60 лет.

Статистика коммуны Рингерике

## Находки

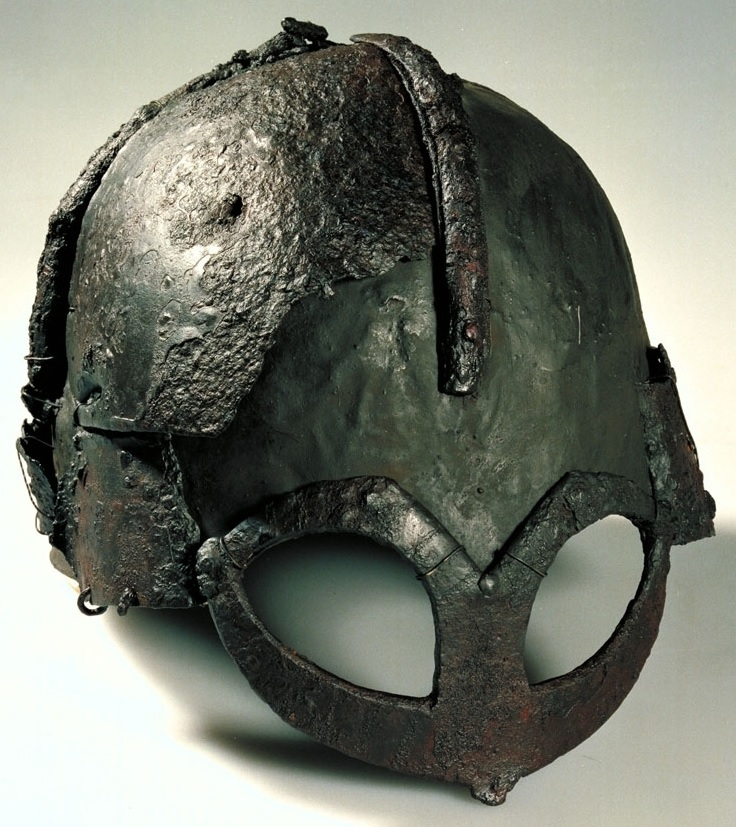
Шлем из Гьёрмундбю (лицевая сторона)

В 1943 году в Гьёрмундбю (Gjermundbu) в одном из курганов (Gjermundbu I) обнаружено богатое захоронение эпохи викингов (X век), совершённое по обряду кремации. В кургане найден меч, копья и шлем с полумаской. Шлем из Гьёрмундбю отличается полусферической формой колокола и полумаской, прикрывающей верхнюю часть лица. Шлем из Гьёрмундбю хоть и датируется X веком, считается сделанным в традиции более ранних вендельских шлемов, которая после X века не имела продолжения.